# Rhinella paraguayensis
Rhinella paraguayensis é uma espécie de anfíbio da família Bufonidae. Endêmica do Brasil, pode ser encontrada a oeste do rio Paraguai nos estados do Mato Grosso e Mato Grosso do Sul.